# Austeucharis rufiventris
Austeucharis rufiventris är en stekelart som först beskrevs av William Harris Ashmead 1900.  Austeucharis rufiventris ingår i släktet Austeucharis och familjen Eucharitidae. Inga underarter finns listade.